# Preixens
Preixens ist eine katalanische Gemeinde (municipio) mit 392 Einwohnern (Stand: 2024) in der Provinz Lleida im Nordosten Spaniens. Sie liegt in der Comarca Noguera. Die Gemeinde besteht neben dem Hauptort Preixens aus den Ortschaften Pradell und Les Ventoses.

## Geographische Lage
Preixens liegt etwa 35 Kilometer ostnordöstlich von Lleida in einer Höhe von ca. 315 m am Sió.

## Bevölkerungsentwicklung
| Jahr      | 1970 | 1981 | 1991 | 2001 | 2011 | 2021 |
| Einwohner | 967  | 580  | 550  | 537  | 477  | 421  |

## Sehenswürdigkeiten
- Burganlage von Preixens
- Reste der Burganlage von Pradell
- Peterskirche in Preixens
- Peterskirche in Les Ventoses
- Kirche Mariä Himmelfahrt in Pradell

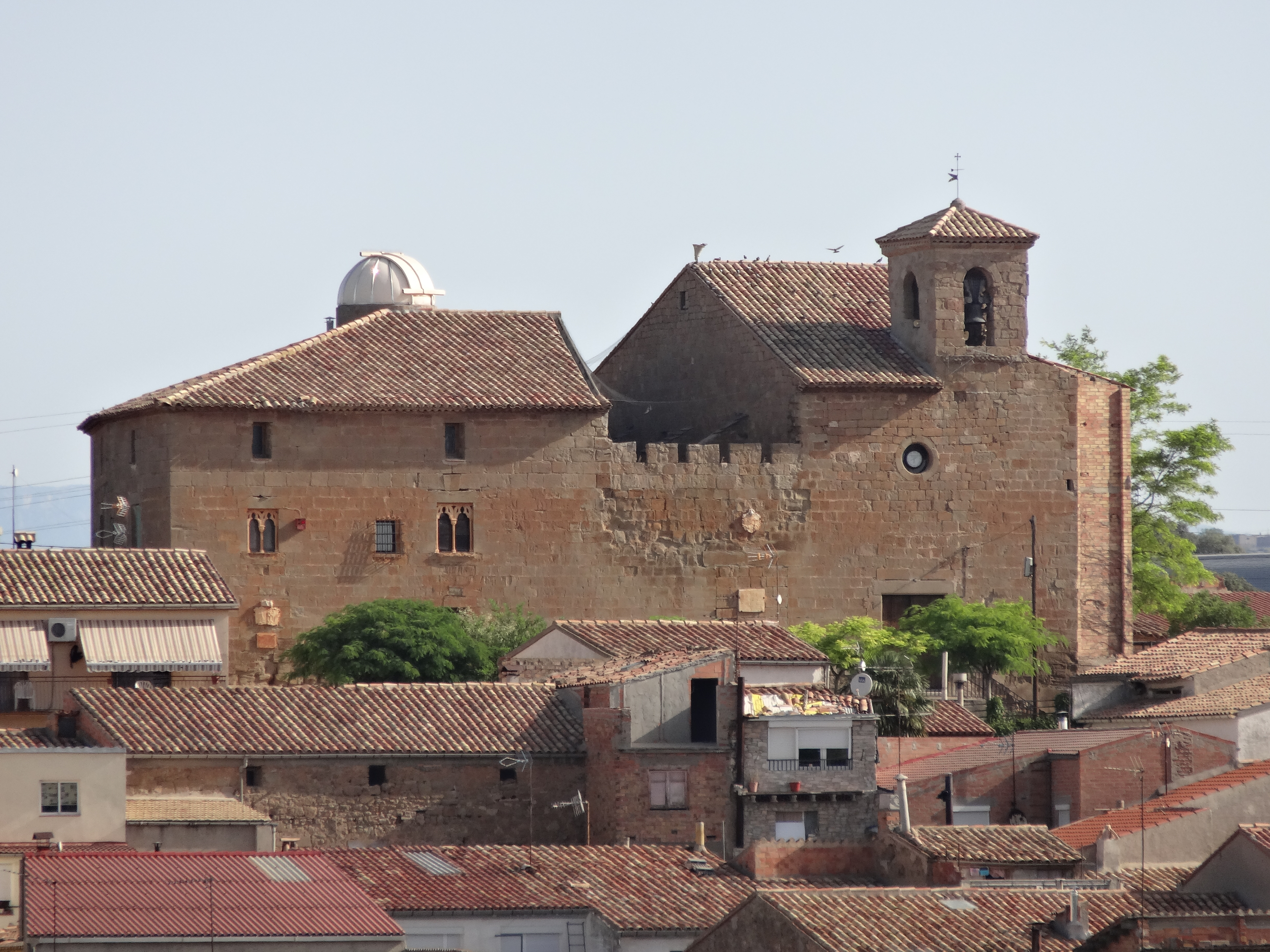
Burganlage von Pradell
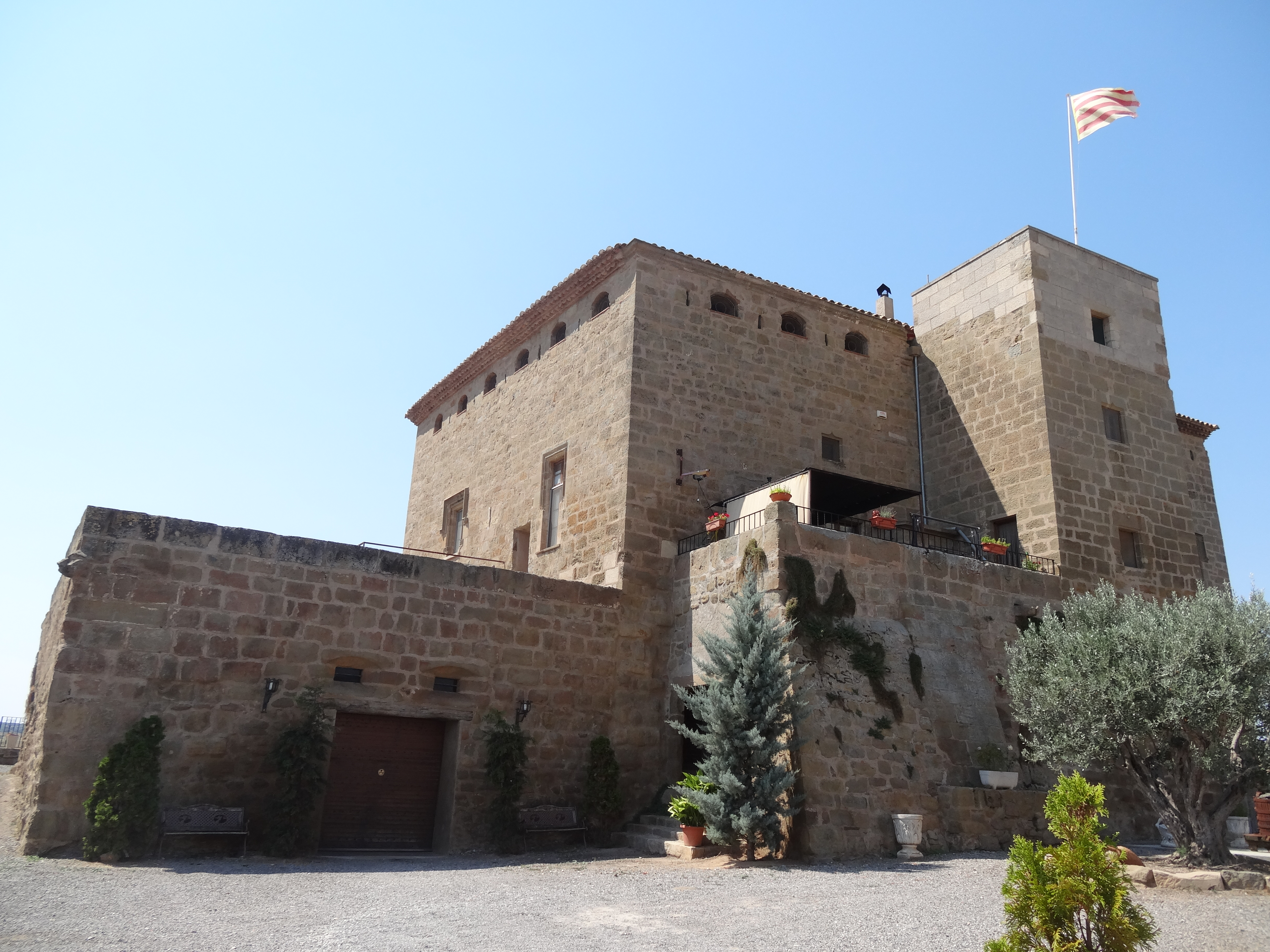
Burganlage von Preixens
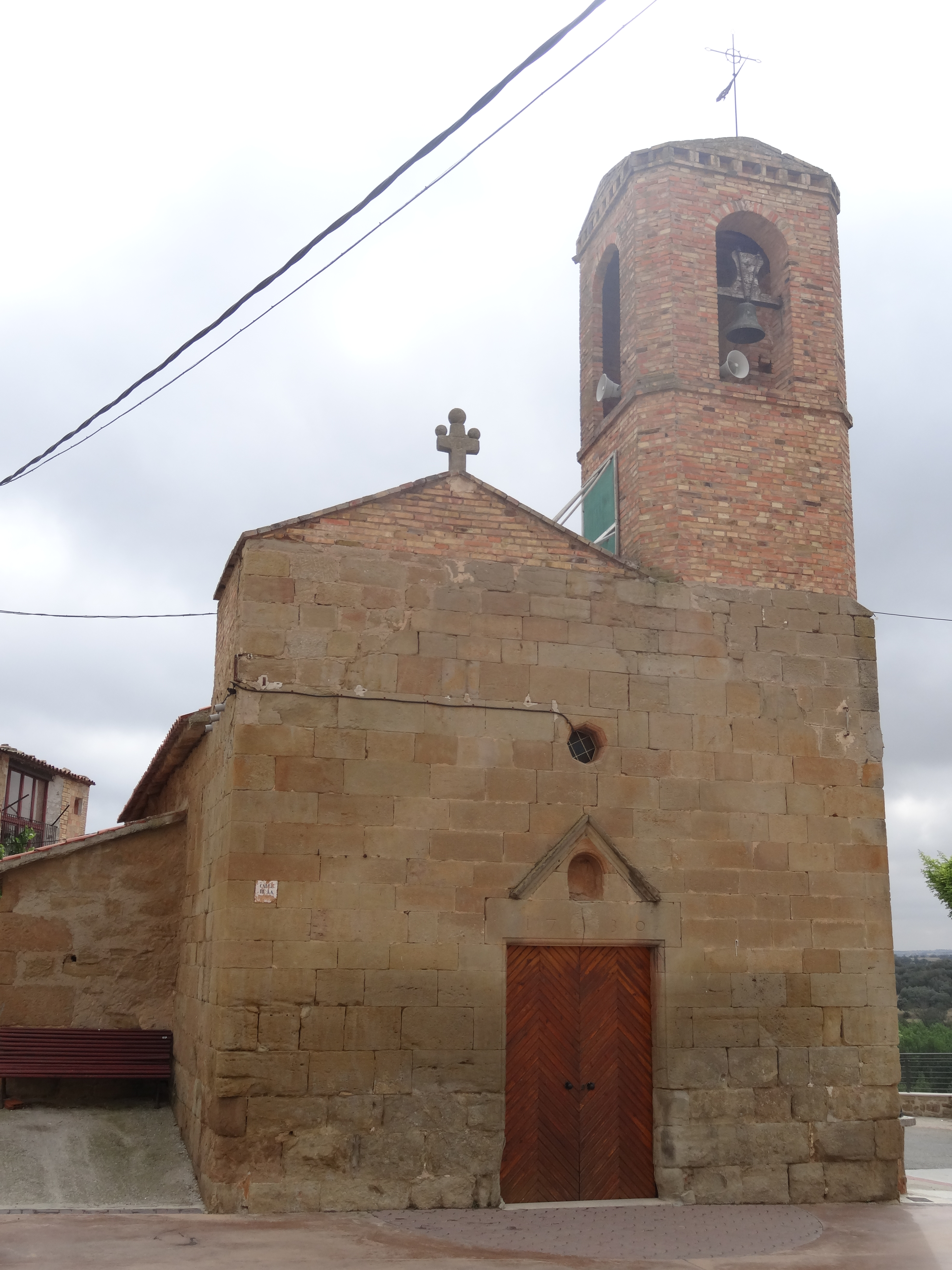
Peterskirche von Les Ventoses
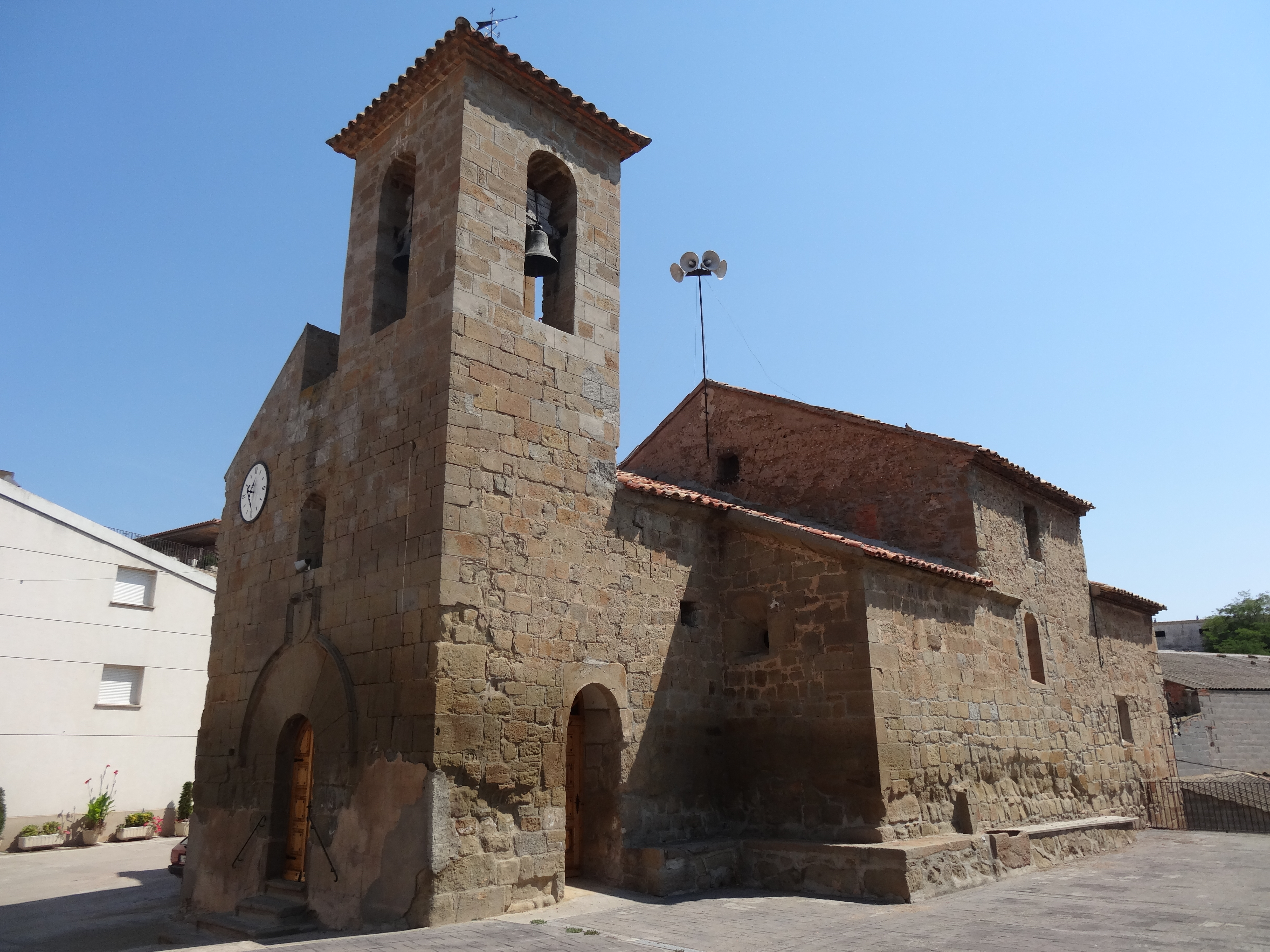
Peterskirche von Preixens